# 熊本母娘殺害事件
熊本母娘殺害事件（くまもとおやこさつがいじけん）とは、1985年（昭和60年）7月24日に熊本県上益城郡甲佐町岩下の民家で発生した強盗殺人事件。
加害者の男M（本事件当時55歳）は事件23年前の1962年（昭和37年）に殺人事件を起こして無期懲役に処された前科があり、同刑の仮釈放中に砕石会社役員の女性A（事件当時63歳）とその養女だった専門学校生女性B（事件当時22歳）を刺殺した。被害者Aは加害者Mの元妻X（離婚）にとって養父の実弟（Xの叔父）の妻に当たる人物で、Mは「元妻Xの一族が自分を一方的に悪者扱いし、自分を殺人犯にした」と筋違いな逆恨みを抱いた末に本犯行（お礼参り）に及んだ。

## 元死刑囚M
本事件の加害者である死刑囚M・T（本事件当時55歳、以下では姓のイニシャルに基づき「M」と表記）は1930年（昭和5年）4月10日に熊本県飽託郡天明町海路口（現：熊本県熊本市南区海路口町）にて漁師の家に三男として生まれ、1999年（平成11年）9月10日に法務大臣陣内孝雄が発した死刑執行命令により収監先・福岡拘置所で死刑を執行された（69歳没）。
Mが出生した当時の天明町はかなり気性の荒い土地柄の漁師町で父親は地元で魚介類漁・海苔漁を行っていたが、Mが2歳だった時に漁師同士の些細な喧嘩で相手に千枚通しで刺され死亡した。Mの母親は父親（夫）の死後に別の男性と結婚し、Mと次男（Mの次兄）を残して家を出たため、Mら遺された子供2人はまず父方の祖父母宅に引き取られたが、Mが10歳だった時に祖母が他界したため、さらに父方の叔母（父親の妹）夫妻に引き取られた。叔母夫妻は比較的裕福な家庭で子宝に恵まれなかったこともあり、兄弟に愛情を注いで育てたが、Mは地元の銭塘尋常高等小学校高等科をわずか1年で中退すると、終戦直前の1945年（昭和20年）5月10日（当時15歳）には傷害事件を起こして逮捕され、同事件で高森簡易裁判所から罰金1,000円を科された。Mはその後も前科7犯を重ね、同年12月7日には三重県内で傷害・横領事件を起こし、津地方裁判所にて懲役6月の実刑判決を受けた。成年後のMは家を飛び出して定職にも就かず日本全国の工事現場を転々とする生活を送るようになったが、福岡県・兵庫県・三重県・愛知県と就労した行く先々の飯場で傷害沙汰を繰り返し、刑務所で服役しては出所後に再犯して刑務所に逆戻りするような生活へ転落していった。

## 最初の殺人事件発生まで

### Mの結婚・妻Xへの暴力
Mの元妻Xは日本統治時代の満州で兄弟姉妹8人の長女として生まれ、終戦後に両親とともに日本へ引き揚げたが、大家族で引き揚げ者でもあったために一家の生活が苦しくなり、熊本市内でミシンの販売業を営んでいた母方の伯父・甲（実母・乙の実兄 / 被害者Aの義兄〈Aの夫の実兄〉）とその妻夫婦の許へ預けられ、養父である甲の家業を手伝いながら育った。
1958年（昭和33年）ごろ、それまで刑務所へ出入りを繰り返すような生活をしていたM（当時27歳）は郷里・熊本へ落ち着くようになっていたが、このころにXとの見合い話が持ち上がった。そしてMは1959年（昭和34年）1月にXと結婚し、同年 - 翌1960年（昭和35年）には相次いで息子2人が誕生した。しかし結婚当初こそ、Mが海苔の行商をして生計を立てていたが、長男が誕生してからはほとんど働かずに遊び惚けるようになり、昼間から焼酎を多量に飲んでは妻Xに対し苛烈な家庭内暴力を振るうようになった。
夫Mから苛烈な暴行を受け続けてもXは次男を出産するまで、近所に住んでいたMの叔母夫婦に相談しながらも耐え続けていたが、Mの暴力は全く収まらず、最終的にMは真冬の夜中に妻Xと2歳になった長男を家の裏の小川へ放り込み、這い上がろうとした妻Xの頭を足で踏みつけた。これがきっかけでXの義父は、「このままではXが殺される」と危惧して2人を離婚させようとした。夫Mの暴力に耐えかねたX本人も1962年（昭和37年）夏に離婚する決心を固め、子供たちを義兄（Mの実兄）夫妻に預け、自身は実父の出稼ぎ先の山口県宇部市に身を寄せた。ところが、間もなく居場所を嗅ぎつけたMが後を追ってきたため、やむを得ず熊本に帰って仲人の義父母夫婦に相談し、本格的に別れ話を切り出した。しかしこの別れ話がMを逆上させ、最初の殺人事件を招く原因となった。

### 尊属殺人で無期懲役刑
1962年9月15日、M（当時32歳）は熊本市内で妻Xから別れ話を切り出されたことに逆上して養母乙を刺殺し、Xにも重傷を負わせる尊属殺人・殺人未遂事件を起こした。同日夕方、M・X夫婦は熊本市内にあったXの養父母（Mの義父母・甲夫婦）宅で、乙や仲人を務めたXの養父母（甲夫婦）を交え、計5人で離婚に向けた話し合いをしていたが、Mはその話し合いの場で「働きもせずに妻Xに暴力を振るっている」と非難された。これに対しMは「ならば金を取ってきてやる」と言い残していったん義父母宅を飛び出したが、その直後に近所の金物屋で乙・X母子を殺害するための凶器として切り出しナイフを購入した。
その一方でMが話し合いの場を飛び出したまま戻ってこなかったため、20時ごろに乙・X母子は義父母・甲夫婦宅を出て当時乙が住んでいた甲佐町の実家に戻ろうとし、バス停留所（熊本市辛島町〈現：熊本市中央区辛島町〉の熊延鉄道バス〉）へ向かった。2人がバス停へ着いたところ、待合室にはM本人が待ち伏せていたが、Mは乙へ「Xとしばらく話をさせてください」と穏やかな口調で求めてきたため、安心した乙はXをMと2人で話し合わせることを了解し、2人は乙から少し離れた位置で話し始めた。しかしMはXに「子供がかわいくないのか。帰ってきてくれ」と言ったところ、Xから「子供は私が引き取りますからもう別れてください」と返答されて逆上し、懐に隠し持っていた切り出しナイフを取り出してXの脇腹・胸を計2回突き刺した。数メートル離れた先から様子を見ていた乙は、悲鳴を上げてうずくまるXを助けようと近づいたが、自らもMに襲われ、切り出しナイフで胸・腹を何度も突き刺された。
乙・X母娘がナイフで襲われる姿を近くで目撃していた人が救急車を呼んだため、2人は熊本大学医学部附属病院まで搬送され、手当てを受けたが、肝臓・胃を貫通する致命傷を負った乙は刺されてから1時間後に出血多量で死亡し、Xも肺・横隔膜を切り裂かれる重傷を負った。加害者Mは熊本県警察熊本北警察署 に被疑者として逮捕され、義母乙に対する尊属殺人罪・妻Xに対する殺人未遂罪に問われ、同年11月22日に熊本地方裁判所（松本裁判長）で熊本地方検察庁の求刑通り無期懲役判決を受けた。判決後、当時被告人Mが収監されていた拘置所担当の弁護士（被告人Mの弁護人）は「後悔しないように控訴した方がいい」と提案したため、被告人Mはこの無期懲役判決を不服として福岡高等裁判所へ控訴したが、その後自ら控訴を取り下げたため第一審・無期懲役判決が確定し、熊本刑務所に服役した。Mは服役中も犯行への反省の念を抱かず、逆に自由のない過酷な刑務所内での服役生活から「なぜ俺がこのような苦しい目に遭わなければいけないのだ。Xの母乙を殺したのも、Xの伯父（甲）とその弟が一方的に俺を悪者に仕立て上げてXに別れ話をするように仕向けたからだ」と逆恨みの念を抱き続け、出所後にXの親族に復讐することだけを考えながら服役生活を送っていた。一方、Mが元妻Xとともに住んでいた家は事件直後に叔母夫婦が処分していたが、叔父は服役中のMと面会した際に「立派に刑期を終えて出てきたら住む家ぐらいは用意してやる」と口約束していた。

### 取り消し含め2度の仮釈放
第1の事件から14年後となる1976年（昭和51年）12月8日、受刑者Mは仮釈放を認められて熊本刑務所から仮出所した。無期懲役囚が仮出所する場合には身元引受人が必要となるが、その役割を引き受けたのは育ての親だった叔母夫婦で、Mは仮出所後に叔母夫婦の許へ身を寄せた。叔母夫婦は出所後の甥の生活態度を見守っていたがMは事件前と同様に仕事に就かず、朝から焼酎を飲むという自堕落な生活を続けていた。そのため叔母から「いい加減に仕事をしろ」と叱りつけられたが、Mはこれに逆上して叔母夫婦と諍いを起こすようになり、騒ぎを聞きつけて駆け付けた実兄に卵を投げたこともあった。
Mは仮出所から約1年半の1978年（昭和53年）6月20日6時5分ごろ、叔母夫婦宅（飽託郡天明町海路口）で 叔母夫婦と口論になったことをきっかけに刺身包丁を振り回し、育ての親・身元引受人である夫婦を殺そうとした。急遽連絡を受けたMの実兄が熊本県警に110番通報し、叔母夫婦も熊本県警に被害届を出したため、Mは同月20日7時15分に熊本南警察署の警察官により逮捕された。Mは仮釈放を取り消され、熊本刑務所で再び服役生活を送ることとなったが、叔母夫婦・実兄に対する逆恨みまで抱くようになった。
同事件から約6年となる1984年（昭和59年）2月1日、受刑者M（当時53歳）は再び仮釈放を認められ、2度目の仮出所を果たした。この頃のMは叔母夫婦、実兄にも見放されていたため、福岡県北九州市の保護観察施設「湧水寮」がMの身元引受人となった。Mが仮出所後に暮らしていた「湧水寮」では原則として、仮出所中の生活は施設側が管理する規定になっていたため、Mは施設から紹介された北九州市内の工事現場などで働き、収入・生活費などを施設に預けて生活していたが、その期間中に2度目の殺人を計画した。

## お礼参り殺人計画
Mは「湧水寮」で生活していた間、上から「殺したい順番」として元妻Xらに対する殺害計画を立てて大学ノートに殺害標的の住所・氏名を書き込み、1984年暮れには綿密な犯行計画を記していた。その復讐心は直接無関係な人間にまでおよび、標的の数は30人以上となった。
1. 元妻X - Mが「最も殺したかった。1962年の事件で母親乙とともに殺しておけばよかった」として最大のターゲットにしていた[33]。さらにXが年下の男と結婚したという話を聞いていたため、『俺を捨てて若い男を誑かした』と嫉妬のような気持ちを抱いていた[7]。またXに対する未練が残っておりこれらの感情が混じって一段と憎悪するようになっていた[7]。その上でXの夫が長距離トラック運転手である旨を聞いていたことから「仕事に出てから帰宅まで1，2日かかる夫が仕事に出た直後にXを殺せば事件発覚に時間がかかる」と考えていた[31]。
2. Xの養母（伯母・甲の妻） - 仲人だったXの養父母（甲夫婦）・養父甲の実弟（Xの叔父）を「仲人なのに自分だけを悪者にしてXと離婚させた」として逆恨みしていたが、養父甲とその実弟（Aの夫）はこの時点で既に他界していたため、未亡人たちが標的となった[7]。
3. 被害者A（事件当時63歳）[34] - Xの養父甲の実弟（Xの叔父）の妻で、甲の妻と同様の理由で殺害計画に加えた[注 17][7]。
  - AはMの元妻Xからすれば「母方の伯父（甲）の弟の妻」（＝甲の義妹）だった[14]。被害者BはAの弟の長女として1963年に生まれ、生後11ヶ月で子供がいなかったA夫婦の養子となった[注 18][36]。
4. Xの叔母 - 1962年の尊属殺人事件の際、熊本地裁で行われた刑事裁判にて検察官側の証人として証言台へ立ち「Mを死刑にしてほしい」と陳述したことを逆恨みしていた[32]。
5. 自身の叔父・叔母夫婦 - 「自分の仮出所を取り消させた」ことを逆恨みしていた[注 19][31]。
6. 自身の兄-叔父・叔母夫婦と同様の理由で殺害計画に加えた[31]。

Mは保護観察施設「湧水寮」の保護司に秘密で現金15万円を貯金し、1985年5月31日にはかねてから計画していた犯行を実行に移すため、寮を無断で抜け出して熊本駅行きの急行列車に乗車した。そして熊本駅前の居酒屋で偶然「湧水寮」にいた時の同僚と再会し、深夜になってその同僚とともに実兄の家を訪れると、実兄に対し殊勝な態度で「今度こそ真面目に働く。こいつ（同伴していた同僚）も仕事探しに困っているから面倒を見てやってくれ」と頭を下げ、2人で実兄宅に居つくようになった。数日後、Mは実兄の自宅から「湧水寮」に「兄の家で暮らせるようになったからもう寮には帰らない」と電話し、渋々実兄がMの身元引受人になった。
そしてMはお礼参り殺人の計画に着手し、最大の標的だった元妻Xの居場所を熊本県内に在住していたXの親戚から聞き出そうとした。しかし、Mの復讐を恐れたXは親戚にも住所を知らせていなかったため、MはXの居場所を知ることができず、「Xの居場所を知っているのは、Xの再婚の世話をした叔父の妻である被害者Aか、Xの親代わりだった伯母（甲の妻）ぐらいだろう」と考えた。そのため、一時はXの伯母（甲の妻）方を訪れて言葉巧みに住所を聞き出そうとしたが、Xの伯母は復讐の恐怖に晒されながらもMが帰るまでやり過ごした。

## 事件発生
MはXの伯母（甲の妻）からXの連絡先を聞き出すことに失敗しても報復計画を諦めず、仕事をせずに熊本市内のスナックに入り浸り、実兄の家にも帰らずにスナックのママの住居に泊まる生活を続けていた。しかし1985年7月中旬になってもXの居場所は一向に判明せず、預金残高・貯金の合計が20万円程度まで減少したため、Mは「Xの居場所がわからないなら構わない。その代わり恨んでいる奴らを次々に殺して家々の金を奪い、Xを殺すための逃走資金を確保しよう」と計画を変更した。そして「Xを殺害した後の逃走費用」として10万円を確保した上で殺害計画を実行することを決意した。
事件発生2日前（1985年7月22日昼ごろ）、Mは「夜間の犯行および逃走のための小道具」として懐中電灯・携帯ラジオを持参して実兄の家を出ると、金物屋で店員に「ウナギを捌くのに必要になった」と申し出て刃渡り20 cmの刺身包丁・千枚通しを購入、同日19時ごろにXの伯母（甲の妻）宅へ出向いた。裏の縁側に移動して様子を窺っていると、偶然近所から預かっていた犬が吠え出したため、MはXの伯母（甲の妻）宅を襲撃することを断念し、標的を被害者Aに変更してタクシーで甲佐町内に向かった。Mは21時すぎに甲佐町に着くと、1時間ほど飲食店で過ごしてからA宅へ向かい、窓越しにAへ「Xの居場所を教えてくれ」と声を掛けたが、気味が悪くなったAは「もう遅い」とだけ返事して窓を施錠し、奥の部屋へ立ち去った。これに逆上したMは庭に転がっていた石で窓ガラスを叩き割ろうとしたが断念し、家の周りを見て施錠されていない場所を探したが発見できず、裏庭の物置に隠れて一夜を過ごし、朝になっていったん居候していた熊本市内のスナックに戻った。
事件前日（1985年7月23日）、Mはスナックで仮眠してから夜になって「集金に行ってくる」と言い残して店を出た。そして、まずは前日と同様に再びXの伯母（甲の妻）宅を訪ねたが、留守だったため、ラーメン屋に立ち寄って焼酎を飲んだ後、甲佐町内の被害者A・B宅に出向いた。Mは22時30分ごろ、窓越しにA宅の部屋を覗き込んでA・B両名が起床していることを確認し、寝静まったころを待って犯行を決行するため裏庭の物置に隠れたが、ラーメン屋で飲んだ焼酎のアルコールが回ったことで居眠りした。目覚めた際には7月24日2時ごろになっていたため、Mは眠気覚ましに喫煙し、布で包んだ石を持って建物に忍び寄った。そしてエアコンの室外機の上にあったアルミサッシの出窓が施錠されていないことを確認すると、石を置いて室外機を踏み台にした上で養女Bの部屋に侵入し、刺身包丁を持ってAのいる8畳間へ向かった。8畳間の障子を開けるとA・Bの2人が並んで寝ていたため、MはまずAの方へ近づいたが、突然目を覚まして自分に気づいたAが「誰だ」と声を上げたため、咄嗟に包丁をAの顔に突き付け。「Xはどこにいる。白状しなければ殺すぞ」と脅した。Aは「知らない」と答えたが、MはAの胸を上から斜め下に突き刺し、首・胸・腹・肩を滅多刺しにした。さらにMは、包丁を高く振り上げ、Aの頭部に深く突き刺した。直後にAの隣で寝ていたBが起き上がったところ、MはBに対し「お前もグルだろう」と怒鳴りつけた上で胸を2回刺し、さらにBが逃げようとすると、再びBの胸を2回刺した。しかしBは腰をかがめながら電話のある隣の部屋（6畳間）へ向かおうとしたほか、Aも呻き声を上げていたため、MはまずAの胸・喉を刺してとどめを刺すと、電話にたどり着いて110番通報しようとしたBを襲い、背中・脇腹・胸・腰などを何度も突き刺し、Aが倒れている場所へ引きずり倒した。Mが被害者2人を刺殺するために要した時間はわずか十数分で、刺し傷は被害者Aが計41か所、被害者Bが計35か所（2人合わせて76か所）におよび、2人とも心臓・両肺・頸動脈を鋭利な刃物で刺されたことにより失血死した。
さらにMは2人を刺殺しただけでは気が済まなかったため、「発見された時に恥をかかせるため、死体を全裸にして部屋に吊るそう」と考え、2人の遺体を全裸にした。その上で浴衣の帯を鴨居に引っ掛けて2人の遺体を吊るそうとしたが、足元が2人の血液で滑ってうまくいかなかったため、遺体を吊るすことを断念し、返り血を浴びた自分の服を風呂場で洗い、被害者宅にあった衣類に自分の衣服の水気を吸い込ませることで乾燥させた。そして家を物色して金目の物を探し、現金約686,000円 に加えて被害者Aの腕時計・サファイアの指輪・老眼鏡2つをバッグごと盗み、3時30分過ぎ（侵入から約2時間後）に先述の窓から外に出て逃走した。
そして足がつかないよう徒歩で熊本市内へ向かい、現金・腕時計・指輪などをAのバッグから自分の手提げ鞄に移し替えた上でバッグを川に捨て、約3時間後（24日7時近く）に下益城郡城南町（現：熊本市南区）でタクシーに乗車し、居候していたスナックへ向かった。そして店内で睡眠をとり、昼過ぎに目を覚ますとA宅から盗んできた腕時計・サファイアの指輪をママに「思った以上に集金がうまくいったから買ってきた。プレゼントだ」と申し向けてプレゼントした。しかしテレビのニュースで本事件が報道されたことから危機感を抱き、ママとホステスを誘って阿蘇温泉へ逃げたが、ママたちが「夜には店を開けなければいけない」と言ったために日帰りで店に戻ると既に捜査員が張り込んでいたため、それ以降は町を離れて野宿をしたり、県北部の温泉地にある旅館に泊まったりして逃亡生活を送った。

## 捜査

### 事件発覚
被害者Aが経営する砕石会社の男女の従業員2人が1985年7月24日に会社へ出勤したところ、通常は7時30分に原動機付自転車（原付）で出社していたAがいないことを不審に思い、8時20分ごろにA宅を訪れた。するとAが通勤で用いていた原付が玄関横の車庫に駐車してあった一方、男性従業員がチャイムを鳴らしたり、玄関のドアを叩いたりしても 応答がなかったため、裏庭に回ると室内の照明が不自然に点灯していたほか、Mが侵入したアルミサッシの出窓だけが開いていたため、そこから声を掛けたが返事がなかった。そのため、男性従業員がエアコン室外機を踏み台にして被害者Bの部屋に入ったところ、床に赤い血痕が点々と連なっており、その血痕をたどって8畳間に入ると2人の遺体を発見し、熊本県警察に110番通報した。
熊本県警捜査一課・御船警察署は同事件を殺人事件と断定し、同日13時に御船署内へ捜査本部（本部長：御船署長・藤本静雄）を設置した。御船署が現場を確認したところ、現場から凶器は発見されなかったが、捜査本部が13時30分から熊本大学で被害者Bの遺体を司法解剖したところ、2人の遺体はともに刃渡り20 cmの刺身包丁で胸部・腹部など身体部分を中心に全身を滅多刺しにされており、被害者Aの遺体は頭頂部にまで刺し傷があった。

### 被疑者Mを逮捕
被害者Aは生前、近隣住民に対し「出所したMが訪ねてきて怖い。別れた元妻 (X) の所在をしつこく聞くなどしている」と話していたほか、近隣住民は捜査本部の聞き込みに対し「被害者Aの親類の男（後にMと判明）が事件2，3日前からA宅付近をうろついていたのを見た」と証言した。また御船署捜査本部が事件現場周辺を鑑識した結果、数個の指紋が発見され、1962年の義母殺しと妻への殺人未遂で14年間服役して、1976年に仮出獄したが、1978年に叔母夫婦に対する殺人未遂で逮捕され、さらに6年間服役し1年前（1984年）に出所したばかりだった親類の男Mと一致した。そのため捜査本部は事件当夜までにMを被疑者と断定し、殺人容疑で逮捕状を発行して行方を追った。
一方で被疑者Mは犯行後に玉名市内へ逃走し、事件翌日（7月25日）昼には大衆食堂で知り合った同市内の女性と飲み歩き、1985年7月27日夜には玉名市内のホテルに2人で宿泊した。そして7月28日にはホテルを出て、女性から誘われて荒尾競馬場（荒尾市）へ出掛け、市内を営業拠点にしていた「産交ポニータクシー」（本社：同県天草市）のタクシーで競馬場に向かった。しかしMがタクシー料金（3,290円）を払うために1万円を出したところ、運転手が釣り銭を持っていなかったことから3人で近くの寿司屋に行って寿司を食べたが、運転手はその際に初めて男の顔を見て「強盗殺人容疑で指名手配されているMに似ている」と気付いた。食事を終えた運転手は男と連れの女性からタクシー代を受け取って帰社したが、その直後（12時40分ごろ）に「手配書に載っていた男 (M) とよく似た男を、客として玉名市内のホテルから荒尾競馬場まで乗せた」と県警玉名警察署に110番通報した。これを受けて熊本県警は捜査本部や玉名署・荒尾警察署などから召集された捜査員70人を競馬場付近に配備し警戒に当たらせていたところ、13時10分ごろに荒尾署員が競馬場入口付近で女性を連れた男を発見して職務質問した。これに対し男（＝M）は自分の名前を名乗り、犯行への関与を認めたため、そのまま荒尾署員に強盗殺人容疑（指名手配容疑）で逮捕された。また、同日には凶器とみられる刺身包丁が事件現場から西北約200 m離れた農業用水路で発見された。
捜査本部は逮捕後も凶器の発見・Mの犯行動機追及に全力を挙げ、被疑者Mを強盗殺人・住居侵入・銃刀法違反の各容疑で熊本地方検察庁へ送検した。送検後、被疑者Mは検事による取り調べに対し「自分は無期懲役囚で仮釈放中の身だから『今度逮捕されたらいつ刑務所から出られるかわからないから、いっそのこと恨んでいる者たちを皆殺しにしよう』と思い犯行に及んだ。A・B両被害者を殺害したことについてはまったく反省していないし、反省するくらいならこんな事件は起こさない。むしろ『2人を殺したくらいではまだ足りない』というのが正直な気持ちだ」と述べている。

## 刑事裁判
熊本地方裁判所にて開かれた公判 で、被告人Mは「被害者の親戚を皆殺しにする」と述べていたほか、殺害された被害者Bの実父（被害者Aの弟）が裁判官から質問を受けた際に「当然、被告人Mを死刑にして殺さなければいけない」と述べた際にはBの実父を睨みつけていた。
熊本地裁（荒木勝己裁判長）は1986年（昭和61年）8月5日に開かれた第一審判決公判で検察側の求刑通り被告人Mに死刑判決を言い渡した。被告人Mや弁護人はそれまでの公判で起訴事実の大筋を認めた一方、「犯行は飲酒の上で行われた偶発的・衝動的なもので、当初は金を奪うつもりはなかった」と主張していたが、熊本地裁は判決理由で「被告人Mは事件当時、連日の遊興で所持金が少なくなっていたほか、犯行後には被害者A宅の整理箪笥を物色しており、捜査段階でも強盗の犯意を認めている」と指摘して被告人M側の主張を退けた。その上で量刑理由にて「2度目の仮釈放中に2人の人命を奪った犯行に情状の余地はなく、真面目に更生に励んでいる仮釈放者への社会的影響も大きい。被告人Mは犯行後も遊興に明け暮れ、法廷でも責任を被害者に転嫁するなど反省の情が認められない」と指摘した。被告人Mは判決を不服として同月7日付で福岡高等裁判所へ控訴したが、福岡高裁（浅野芳朗裁判長）は1987年（昭和62年）6月22日に開かれた控訴審判決公判で第一審・死刑判決を支持して被告人M・弁護人側の控訴を棄却する判決を言い渡した。
最高裁判所第一小法廷（大堀誠一裁判長）は1992年（平成4年）9月24日に開かれた上告審判決公判で一・二審の死刑判決を支持して被告人M・弁護人側の上告を棄却する判決を言い渡したため、被告人Mの死刑が確定することとなった。

## 死刑執行
死刑廃止運動市民団体「死刑廃止・タンポポの会」（代表・山崎博之 / 福岡県福岡市博多区）は1999年（平成11年）9月1日に「本事件の死刑囚Mを含め、1991年 - 1992年に死刑が確定した拘置中の死刑囚4人は近く死刑を執行される危険がある」として、各収監先の拘置所・拘置支所所長を相手に当該死刑囚4人の人身保護請求を福岡地方裁判所に申し立てた。しかし請求を受けた福岡地裁は1999年9月7日付で死刑囚Mの人身保護請求を棄却する決定を出したため、山崎は1999年9月13日にも最高裁へ特別抗告する予定だった。
請求棄却から3日後の1999年9月10日、死刑囚Mは法務省（法務大臣：陣内孝雄）が発した死刑執行命令により収監先・福岡拘置所で死刑を執行された（69歳没）。「タンポポの会」など死刑廃止を訴える市民団体のメンバーら15人は翌日（1999年9月11日）に福岡拘置所前で抗議活動を行ったほか、面会者用通用口から「所長に会って話がしたい」と申し入れたが認められなかったため、「タンポポの会」代表・山崎が抗議文を読み上げ、職員へ同拘置所長・吉田賢治（当時）宛に抗議文を渡した。